# Dramatizacija
Dramatizacija je transformacija (prenos, preobrazba) nedramskega besedila, najpogosteje romana, v dramsko obliko, namenjeno uprizarjanju. Je avtonomno literarno delo, hkrati pa funkcionira kot uprizoritveni tekst.

## Definicija
Dramatizacija/adaptacija/priredba pomeni spreminjanje epskega ali pesniškega besedila v dramsko besedilo. (Za pripravo uprizoritvenega teksta je mogoče uporabiti tudi neliterarno gradivo: eseje, pisma, časopisne članke ...) Ob tem se literarni tekst transponira v dialoge, ki se dostikrat razlikujejo od tistih v originalu, in v odrska dogajanja, ki uporabljajo vsa gledališka gradiva uprizarjanja: geste, podobe, glasbo.
Priredba označuje tudi dramaturško delo na osnovi besedila, namenjenega uprizarjanju (npr. brechtovske predelave Williama Shakespearja in Sofokleja).
Priredba/adaptacija se pogosto, sploh v francoskem in ameriškem prostoru, sopomensko uporablja  za gledališki prevod, kar kaže, da je vsak poseg v izvirno besedilo ponovna stvaritev.
Oba izraza sta navzoča tudi na filmskem in televizijskem področju (filmska adaptacija/priredba). Že sama neenotnost v poimenovanju pa opozarja na različne poglede in celo nasprotujoča si dojemanja opisanega postopka.

## Razvoj
- Dramatizacije so se pojavile v srednjem veku v obliki misterijev, nastalih na osnovi biblijskih zgodb.
- Elizabetinsko gledališče je za tovrstne postopke uporabljalo zgodovinske zgodbe (Plutarh) in kronike. Vsaka uporaba znane predloge ali motiva še ni dramatizacija, ampak je povsem običajen postopek dramske obdelave že obstoječe snovi (William Shakespeare).
- V 18. in 19. stoletju so bile pogoste dramatizacije uspešnih romanov Charlesa Dickensa in Walterja Scotta. Z razvojem profesionalnega gledališča je namreč začelo primanjkovati izvirnih dramskih del.
- Za začetek 20. stoletja so bile značilne dramatizacije romanov, ki so že sami po sebi dramatični, kot so romani Fjodorja Mihajloviča Dostojevskega, ter literarnih besedil Honoréja de Balzaca in Franza Kafke.
- Velik razmah dramatizacij v evropskem prostoru opažamo v 90. letih dvajsetega stoletja; poljski režiser Krystian Lupa je adaptiral besedila Roberta Musila, Rainerja Marie Rilkeja, Fjodorja Mihajloviča Dostojevskega, Mihaila Afanasjeviča Bulgakova, Friedricha Nietzscheja, Thomasa Bernharda …

Prvi, ki se je z dramatizacijo načrtno ukvarjal in jo tudi teoretično opredelil, je bil Émile Zola. Cenil jo je kot medij, ki lahko uspešneje od bralnega akta reprezentira romaneskno zgodbo. Za oder je priredil svojo Thérèse Raquin in tovrstni postopek predlagal tudi za Balzacove ter Flaubertove tekste.
Če so se konec 19. in v prvi polovici 20. stoletja z dramatizacijami ukvarjali predvsem pisatelji (Émile Zola, Albert Camus, André Gide, Mihail Afanasjevič Bulgakov, Federico García Lorca), je konec prejšnjega in na začetku tega stoletja dramatizacija postala domena režiserjev in dramaturgov, kar je povezano z razvojem njihove vloge v gledališču.

## Razlogi za porast dramatizacij
Za novo t. i. postdramsko gledališče so postala privlačna povsem nedramska in antinarativna besedila.
- Gledališče 20. stoletja je bilo v znamenju razkroja starih in razvoja novih dramskih oblik ter dialoga med različnimi vrstami umetnosti, kar je vodilo v uprizarjanje nedramskih besedil, ki so ponujala več možnosti interpretacije.
- Dramatizacija klasičnih romanov omogoča kompleksnejšo in celovitejšo podobo sveta, ne le fokusiranih drobcev, kar je pogosta značilnost sodobne dramatike.
- Znana besedila lajšajo recepcijo, kar daje režiserjem možnost, da uporabljajo drznejše pristope, znotraj katerih se vloga besedila spremeni in se izpostavi vizualni učinek.
- Med zunajestetske pragmatične in komercialne vidike, ki jih pogosto upoštevajo vodje gledališč, spadata uspešnost in ugled izvirnika. Naslovi uprizoritev večinoma ostajajo enaki ali so le delno spremenjeni.

## Načini dramatizacije
Vsaka dramatizacija nastane z uporabo posebne strategije, ki se je skozi zgodovino spreminjala skupaj
z razvojem uprizoritvenih praks. Tradicionalni pristop privilegira tekst in se podreja kanoniziranim aristotelskim modelom dramaturgije; zajema preoblikovanje dialogov in naracije v dramsko strukturo, opisi pa se uporabijo za pomoč pri pisanju didaskalij. Tovrstni pristopi so pogostejši na filmskem in televizijskem področju, ki ima na voljo drugačna tehnična sredstva. Modernejši načini ne pretvarjajo zgolj enega označevalnega sistema v drugega, ampak z literarnim besedilom vzpostavljajo dialog, ki se oddaljuje od klasične dramaturškega branja in poudarja avtorsko branje besedila.

## Postopek dramatizacije
Zaradi obsežnosti predlog se v procesu dramatizacije pojavi potreba po 
- strnjevanju in zgostitvi dogajanja,
- izločitvi epizodnih in vzporednih zgodb,
- omejevanju števila oseb,
- osredotočenosti na glavne osebe,
- spreminjanju kronotopa,
- reorganiziranju pripovedi.

Avtor dramatizacije pogosto dopisuje: vnaša lastna besedila ali dele tujih besedil. V postopku prirejanja za oder lahko postanejo posamezne teme ali motivi iz predloge zgolj izhodišče gledališkega iskanja svetov, ki se jih literarna naracija ni dotaknila. Alternativni načini prirejanja največkrat ne vsebujejo zapisa dialogov, ampak izvirno besedilo vizualizirajo, pri čemer postane dramatizacija režiserski in ne le dramaturški postopek.

## Avtorstvo in izvirnost dramatizacij
Avtorji dramatizacij/priredb/adaptacij vidijo svojo vlogo in pomen različno, zato svoje ime zapisujejo nad naslov uprizoritve, ob ime avtorja izvirnika ali pod njim oziroma ob režiserjevo ime. 
V nekaterih primerih je avtorstvo kolektivno (režiser in igralci npr.); vedno pa velja, da mora biti avtor naveden, ker je dramatizacija avtorsko delo.

## Problem kritike in recepcije
Gledališka kritika govori v osnovi o gledališki uprizoritvi, vendar se dotakne tudi uprizoritvene predloge (dramatizacije oziroma drame). Dramatizacijo presoja enako kot izvirno besedilo, ukvarja pa se tudi z njeno izpeljavo v razmerju do izvirnika.
Ob nekaterih modernejših pristopih se odpira vprašanje, ali sploh lahko govorimo o dramatizaciji ali zgolj o uporabi motivov (Tomaž Pandur, Nenad Prokić, Nebojša Pop Tasić), montaži (Ljubiša Ristić, Sebastijan Horvat), odrski konstrukciji (Mile Korun), iskanju atmosfere ali osnovne osi romana (Krystian Lupa) …
Do recepcijskega nesporazuma lahko pride zaradi presojanja s stališča, da je roman model, dramatizacija oziroma uprizoritev pa kopija, ki ne zmore doseči veličine izvirnika.

## Pregled dramatizacij v slovenskih gledališčih
Stalnica repertoarjev slovenskih gledališč so dramatizacije otroške in mladinske književnosti. Med najbolj priljubljene avtorje izvirnikov spadajo Hans Christian Andersen, brata Grimm, Astrid Lindgren, po letu 2000 pa Sue Townsend in Desa Muck.

### Obdobje do druge svetovne vojne
V jezuitskem gledališču so dramatizirali biblične zgodbe, v posvetnem gledališču pa je leta 1869 Fran Levstik prvič priredil za oder nedramsko besedilo – pesnitev Franceta Prešerna Krst pri Savici.
Največ uprizoritev na osnovi romanov je na začetku 20. stoletja nastalo v Slovenskem narodnem gledališču Drama Ljubljana. Najpogostejša avtorja sta bila Fjodor Mihajlovič Dostojevski (Zločin in kazen, Bratje Karamazovi, Idiot, Stričkove sanje) in Lev Nikolajevič Tolstoj (Vstajenje, Ana Karenina).
Priljubljena so bila besedila Alexsandra Dumasa (Grof Monte Cristo, Dama s kamelijami) in Julesa Verna (Na pustem otoku, V osemdesetih dneh okoli sveta). Za to obdobje so bile značilne tudi detektivke (Tat vseh tatov, Sherlock Holmes). Slovenski avtorji predlog so bili Josip Jurčič (Deseti brat), Ivan Tavčar (Otok in struga, Cvetje v jeseni) in Ivan Cankar (Hlapec Jernej in njegova pravica).
Veliko število uprizoritev na osnovi dramatizacij je bilo v repertoarjih Slovenskega ljudskega gledališča Celje in Slovenskega stalnega gledališča Trst; v obeh so prevladovala dela domačih avtorjev (Josip Jurčič, Ivan Tavčar, Fran Saleški Finžgar). V Drami SNG Maribor je bilo tovrstnih uprizoritev manj, izbor pa je bil podoben kot v ostalih gledališčih.
Dramatizacije tujih avtorjev so prevajali, nekaj pa so jih prispevali slovenski pisatelji (Ivan Tavčar, Fran Govekar) in igralci oziroma režiserji (Boris Putjata, Milan Skrbinšek, Ignacij Borštnik).

### 1945–1969
Dramatizacij je bilo malo, po slovenskih gledališčih so bile razporejene enakomerno; prevladovale so priredbe obeh ruskih klasikov, povečalo se je število dramatizacij Cankarjevih besedil; pridružile pa so se še tiste, ki so nastale po literarnih delih Prežihovega Voranca.	

### 1970–1979
Število dramatizacij je naraslo, skoraj tretjina jih je nastala po slovenskih predlogah: 
- Ukana (Tone Svetina),
- Školjka (Alojz Kraigher),
- Martin Krpan (Fran Levstik),
- Deseti brat (Josip Jurčič),
- Samorastniki (Prežihov Voranc),
- Kastelka (Vladimir Levstik, Gadje gnezdo),
- Tolminci (Ivan Pregelj),
- Kaplan Martin Čedermac (France Bevk),
- Sojenje Johanu Otu (Drago Jančar, Galjot),
- Zločin na meji (Ivan Potrč, Zločin),
- Hlapec Jernej in njegova pravica (Ivan Cankar),
- S poti (Izidor Cankar) …

### 1980–1989
Število uprizoritev na osnovi dramatizacij je ostalo enako visoko, le da se je nekoliko zmanjšal delež tistih, ki so nastale po slovenskih izvirnikih.
Dostojevskemu in Kafki sta se pridružila Marcel Proust (V Swannovem svetu) in Klaus Mann (Mefisto).
Slovensko narodno gledališče Nova Gorica in Slovensko stalno gledališče Trst sta ostala zvesta uprizoritvam slovenskih protobesedil Ivana Cankarja, Franceta Bevka in Cirila Kosmača.
Dramatizacije Ljubiše Ristića (Levitan po romanu Vitomila Zupana, Resničnost po literarni predlogi Lojzeta Kovačiča in Missa in a minor) v Slovenskem mladinskem gledališču so postavila nova merila kakovosti prirejanja literarnih besedil za oder. Njegova Missa in a minor (po noveli Danila Kiša Grobnica za Borisa Davidovića) je močno odmevala na Sterijevem pozorju, ki vključuje tudi posebno kategorijo nagrad za dramatizacije in adaptacije.

### 1990–1999
90. leta je zaznamoval upad dramatizacij oziroma so se te skoncentrirale na Dramo SNG Maribor in Slovensko stalno gledališče Trst (Balerina, balerina po romanu Marka Sosiča, Deseti brat in Butalci Frana Milčinskega).
Štiri odrske priredbe v Drami SNG Maribor Tomaža Pandurja, Livije Pandur in Nenada Prokića (Božanska komedija Danteja Alighierija, Ruska misija po motivih iz romanov Dostojevskega, Hazarski slovar po istoimenskem romanu Milorada Pavića in Sto minut po motivih iz romana Zločin in kazen) pa bi bilo bolje označiti kot izvirna dramska dela, nastala po motivih romanov oziroma epa.

### 2000–2010
Po letu 2005 je število dramatizacij strmo naraslo (na več kot 60), vendar se je v primerjavi z nekaterimi prejšnjimi obdobji zmanjšal delež tistih, ki so nastale po slovenskih predlogah.
V SNG Drama Ljubljana so bili avtorji najodmevnejših adaptacij  
- Mile Korun (Idiot, Bratje Karamazovi),
- Dušan Jovanović (Ana Karenina, Alamut Vladimirja Bartola – režija Sebastjan Horvat),
- Ana Lasić (Fužinski bluz po romanu Andreja Skubica – režija Ivana Djilas),
- Janusz Kica (Proces Franza Kafke),
- Drago Jančar in Janez Pipan)  (Katarina, pav in jezuit) ter
- Ivana Djilas (Šolski zvezek Agathe Kristof).

V Mladinskem gledališču so se z adaptacijami ukvarjali 
- Nebojša Pop Tasić (Ep o Gilgamešu),
- Srečko Fišer (Kraljica Margot po romanu Alexandra Dumasa),
- Sebastjan Horvat (Juliette in Justine Markiza de Sada),
- Matjaž Berger (Ime rože po predlogi Umberta Eca),
- Diego de Brea (Zločin in kazen),
- Silvan Omerzu (Hiša Marije Pomočnice Ivana Cankarja),
- Matjaž Pograjc (Peklenska pomaranča po romanu Anthonyja Burgessa, Oliver Twist Charlesa Dickensa) …,

v Mestnem gledališču ljubljanskem
- Milan Dekleva, Alja Predan in Mojca Kranjc (1821 po Tavčarjevem Izza kongresa),
- Ira Ratej (Lolita Vladimirja Nabokova, Je to človek? po literarni predlogi Prima Levija Ali je to človek),
- Miha Javornik (Mojster in Margareta Mihaila Afanasjeviča Bulgakova),

v SNG Drama Maribor 
- Tomaž Šmid in Damir Zlatar Frey (Filio ni doma Berte Bojetu),
- Andreja Kovač (Nevarna razmerja Choderlosa de Laclosa),
- Tina Kosi in Janez Vencelj (Don Kihot Miguela de Cervantesa),

v Slovenskem stalnem gledališču Trst 
- Igor Lampret (Spopad s pomladjo po romanu Borisa Pahorja),
- Branko Jordan (Kreutzerjeva sonata Leva Nikolajeviča Tolstoja) in

v SNG Nova Gorica 
- Srečko Fišer (Medtem po romanu Prima Levija Premirje),
- Ana Kure in Marjan Štrancer (Zveneče kaplje po motivih iz črtic in novel Slavka Gruma) ...

V zadnjem desetletju se je število dramatizacij povečalo tudi v Šentjakobskem gledališču, predvsem tistih, ki so nastale po motivih gimnazijskih maturitetnih romanov (Prevzetnost in pristranost Jane Austen, Neznosni Pimlico po romanih Pimlico Milana Dekleve in Neznosna lahkost bivanja Milana Kundere, Kronika zločina po Zločinu in kazni ter Visoški kroniki Ivana Tavčarja).  
Poleg dramaturgov in pisateljev so postopek dramatizacije uporabljali režiserji 
- Tomaž Pandur,
- Janusz Kica,
- Dušan Jovanović,
- Mile Korun,
- Janez Pipan,
- Sebastijan Horvat,
- Matjaž Berger,
- Jernej Lorenci,
- Ivana Djilas …

Njihovi načini transformacije nedramskega besedila v dramsko obliko in nato v uprizoritev se med seboj precej razlikujejo.
Avtor, čigar besedila so najpogosteje uporabili za odrsko adaptacijo, je Fjodor Mihajlovič Dostojevski (blizu 30 različnih dramatizacij samo v slovenskem prostoru).